# Ono Rikka

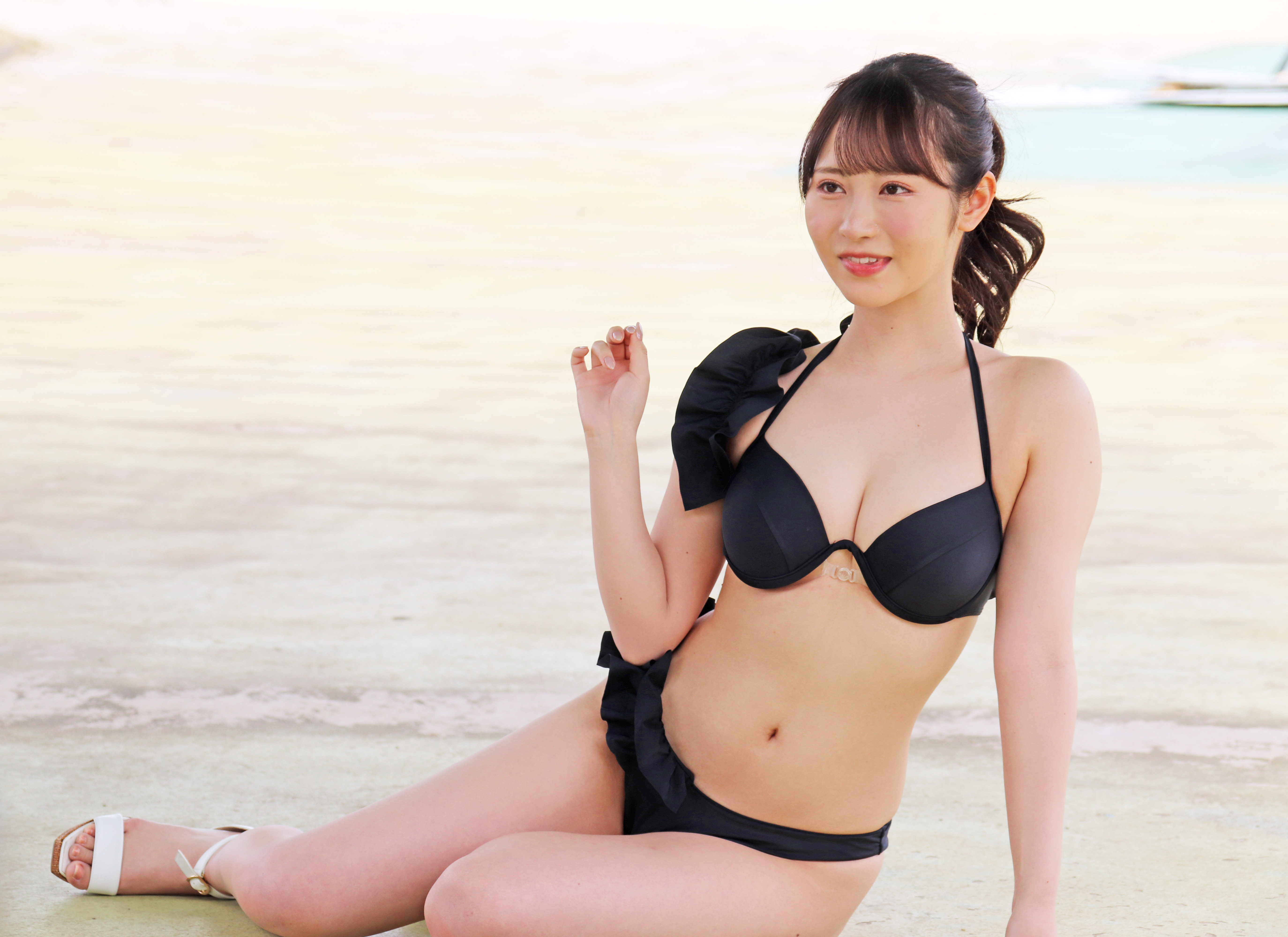
Rikka trong trang phục áo tắm (chụp năm 2023)

Ono Rikka (小野 六花 (Tiểu-Dã Lục-Hoa) 14 tháng 2 năm 2002 –) là một nữ diễn viên khiêu dâm người Nhật Bản. Cô thuộc về một chi nhánh của All Pro. Chiều cao của cô là 148 cm. Cô sinh ra tại Shiga và lớn lên ở Osaka.

## Sự nghiệp
Tháng 5/2020, cô ra mắt ngành phim khiêu dâm với khẩu hiệu "Ngực và sự dâm dục đang phát triển". Nhà văn phim khiêu dâm Honzue Hisao miêu tả phản ứng của người thích phim khiêu dâm với sự ra mắt của cô là "sự đáng yêu làm cho người xem bối rối". Sawaki Takehiko nói rằng cô là "một viên kim cuơng thô cứng có vẻ ngoài tinh xảo". Cùng như vậy, nhà văn Hamano Kiyozō miêu tả phim ra mắt ngành của cô là "một bom tấn bùng nổ".
Phim ra mắt ngành của cô xếp thứ 1 trong bảng xếp hạng hàng ngày của FANZA trong 3 ngày liên tiếp. Cô xếp thứ 4 theo số phim khiêu dâm bán ra theo nữ diễn viên trong nửa đầu năm 2020. Cô xếp thứ hai trong hạng mục tân binh trong thông cáo hàng tháng của FANZA "Diễn viên khiêu dâm này thật tuyệt! mùa hè 2020". Phim ra mắt ngành của cô xếp thứ 5 trong bảng xếp hạng theo khảo sát Asahi Geino (hợp tác với FANZA) 2020.
Tháng 8/2021, cô xếp thứ 21 trong "Bảng xếp hạng FLASH 2021 diễn viên nữ gợi cảm chọn bởi 300 độc giả". Tháng 5/2022, cô xếp thứ 34 trong cuộc "bầu cử nữ diễn viên phim khiêu dâm SEXY đang hoạt động 2022" của Asahi Geino.
13-14/9/2022, cô xuất hiện với tư cách ca sĩ tại "Buổi kỉ niệm 10 năm Millegen LIVE Sweet Memories" được tổ chức tại Ruido Harajuku ở Tokyo.
Tháng 5/2023, cô xếp thứ 30 trong bảng "bầu cử nữ diễn viên phim khiêu dâm SEXY đang hoạt động 2023" của Asahi Geinō.
Tháng 9/2023, loạt phim chuyển thể của manga "Karami Zakari" được bắt đầu phát sóng, trong đó cô thủ vai nữ anh hùng Iida Riho. Phim đầu tiên trong loạt phim này đã xếp thứ nhất trên bảng xếp hạng sàn video FANZA hàng tuần ngày 11/9. Phim thứ hai của loạt phim cũng đã xếp thứ 8 trên bảng xếp hạng sàn bán hàng qua bưu điện của FANZA trong tuần ngày 11/9.

## Đời tư
Lần đầu cô quan hệ tình dục là vào năm 17 tuổi với một người lớn hơn cô 2 tuổi, và cô nói cô chỉ quan hệ với 1 người đến khi vào ngành. Cô đã không xem phim khiêu dâm đến khi vào ngành, và nữ diễn viên đầu tiên cô biết đến là Asuka Kirara, người cô biết đến qua mạng xã hội.
Cô tham gia ngành vì được săn tìm, trong đó người săn tìm khuyên cô làm thần tượng ngầm, thần tượng áo tắm hoặc nữ diễn viên khiêu dâm, và cô chọn làm nghề này vì cô nghĩ nó sẽ thú vị, và cô tham gia một văn phòng phim khiêu dâm.
Trong quá khứ khi cô học trung học, cô từng có buổi thử giọng chung để làm thần tượng nổi tiếng, nhưng cô từ chối vì lí do học hành.
Tên diễn Rikka của cô có nghĩa là "tuyết".